# Oligoryzomys chacoensis
Oligoryzomys chacoensis är en däggdjursart som först beskrevs av Myers och Carleton 1981.  Oligoryzomys chacoensis ingår i släktet Oligoryzomys och familjen hamsterartade gnagare. IUCN kategoriserar arten globalt som livskraftig. Inga underarter finns listade i Catalogue of Life.
Denna gnagare förekommer i centrala Sydamerika i Paraguay, östra Bolivia, norra Argentina och västra Brasilien. Arten lever i landskapen Gran Chaco och Cerradon. Den vistas ofta nära vattenansamlingar.